# Moab (Altes Testament)
Moab war der Stammvater der Moabiter im jüdischen Tanach bzw. im christlichen Alten Testament. 
Gemäß der Darstellung der Genesis (Gen 19,30–38 ) ist Moab ein Sohn von Lot. Die Zeugung Moabs wird in der Bibel wenig rühmlich dargestellt: Die Töchter Lots machten ihren Vater betrunken und „legten sich zu ihm“, was heißt, dass sie Geschlechtsverkehr mit ihm hatten. Beide Töchter wurden schwanger. Die ältere Tochter gebar Moab, die jüngere nannte ihren Sohn Ben-Ammi. Lot war somit Vater und gleichzeitig Großvater der beiden, die in der Folge zu Stammvätern ganzer Völker wurden: Moab wurde Stammvater der Moabiter, Ben-Ammi Stammvater der Ammoniter. Da Lot ein Neffe Abrahams war, waren die beiden Brudervölker mit den Hebräern bzw. Israeliten verwandt. 
In weiteren schriftlichen Quellen erschienen sie erstmals im 13. Jahrhundert v. Chr. auf einer ägyptischen Inschrift.